# Emanuel Goldberg
 (décembre 2018).
Emanuel Goldberg (hébreu : עמנואל גולדברג; yiddish : עמנואל גאָלדבערג; russe : Эмануэль Гольдберг ) né le 31 août 1881 à Moscou et mort le 13 septembre 1970 à Tel-Aviv est un physicien et inventeur israélien. Il naît à Moscou avant de vivre en Allemagne, puis en Israël. Il se décrit lui-même comme « chimiste de formation, physicien de vocation et mécanicien de naissance ». On lui doit un large éventail d'avancées théoriques et pratiques relatives à la lumière et aux médias. Il est également l'un des fondateurs de Zeiss Ikon, célèbre société de matériel photographique située à Dresde, en Allemagne. Parmi ses inventions, citons le micropoint, la caméra argentique Kinamo, l'appareil photographique Contax 35 mm, un prototype de moteur de recherche et des équipements de sensitométrie.

## Biographie
Emanuel Goldberg naît à Moscou le 31 août 1881 (le 19 août 1881 dans le style ancien, selon le calendrier julien, parfois interprété à tort comme le 1er septembre), fils de Grigorii Ignatevich Goldberg, colonel distingué (Polkovnik) appartenant au corps médical militaire du tsar. Son épouse Olga Moiseevna Grodsenka donne à leur fils une éducation exigeante. Intéressé par l’ingénierie, il dirige ses études vers le domaine de la chimie à l’Université de Moscou dans un premier temps puis par la suite dans plusieurs universités allemandes. Après ses études, il décide de rester en Allemagne jusqu'à la fin de l’année 1904 pour éviter l’antisémitisme en Russie. En 1906, il obtint un doctorat de l'Université de Leipzig pour ses recherches à l'Institut de physique chimie, dirigé par Wilhelm Ostwald, sur la cinétique des réactions photochimiques. Après un an en tant qu'assistant d'Adolf Miethe au laboratoire de photochimie de l'Université technique de Berlin, il prend la tête du département de photographie de l'Académie Royale des Arts-Graphiques et Métiers du livre à Leipzig de 1907 à 1917.
En 1917, Goldberg est recruté par la fondation Carl-Zeiss au poste de directeur de sa filiale de produits photographiques Internationale Camera Aktien Gesellschaft (de) (ICA) à Dresde, où il développe la caméra à ressort Kinamo. En 1926, la fusion de quatre sociétés dominantes sur le marché de la photographie (Contessa-Nettel, Ernemann, ICA et Goerz) mène à la création de Zeiss Ikon sous la direction de Goldberg. Goldberg dirige la société jusqu'à son enlèvement par les nazis en 1933 et sa fuite à Paris. Après avoir travaillé quatre ans pour les filiales françaises de Zeiss Ikon en France, il part pour la Palestine en 1937, où il installe dans la ville de Rehovot un laboratoire qui s'appellera Goldberg Instruments avant de devenir Electro-Optical Industries (« El-Op » Rehovot). Une photographie prise en 1943 par John Phillips pour Life Magazine montre Goldberg dans son atelier en Palestine. Il prend sa retraite en 1960 mais poursuit ses recherches et meurt à Tel Aviv le 13 septembre 1970.
Ce personnage brillant reste longtemps méconnu du public avant de sortir en partie de l'oubli bien des années plus tard grâce aux travaux de Michael Buckland.

## Premières inventions
Goldberg a publié énormément de travaux de recherche qui ont eu une influence sur les technologies actuelles. Il a rédigé un grand nombre d'articles et a déposé des brevets concernant ses recherches. Il brevette en 1902 plusieurs méthodes améliorées pour la galvanoplastie du fer sur zinc et publie de nombreux articles techniques pour l'optimisation des procédés d'impression, la réduction des effets de moiré dans l'impression en demi-teinte, la photogravure et de nombreux autres sujets. En 1910, il devient célèbre pour son amélioration de la production de gélatine neutre pour les coins (coin de Goldberg) échelles de densité très utilisées en sensitométrie, ainsi que pour le Densograph, un instrument simplifiant considérablement les opérations nécessaires à la mesure des courbes de caractéristiques des émulsions photographiques (en).
Partenaire dans l’entreprise de photographie ICA, il anticipe la croissance du marché du cinéma amateur et semi-professionnel et invente en 1921 une caméra 35 mm compacte : la « Kinamo ». Il lui ajoute en 1923 un système de remontage à ressort pour faciliter l'usage de la caméra à main. Goldberg réalise des films de lui-même et de sa famille pour promouvoir ses produits, et même, en 1927, un court-métrage de 19 minutes lors de ses vacances au ski : « Ein Sprung... ein Traum » (Un saut... un rêve). La Kinamo a été utilisée par Joris Ivens et nombreux autres réalisateurs et documentaristes entre la fin des années 20 et le début des années 30. 
Il invente le Mikrat, dont il fait une démonstration au 6e Congrès international de photographie à Paris en 1925 avec une photographie représentant un portrait de Nicéphore Niépce qu'il est possible de consulter via un microscope. Il s'agit en fait du micropoint, un processus de réduction photographique qui permet d'importants gains de stockage et réduction de coûts. La présentation du dispositif reçoit un grand succès et marque une évolution dans les possibilités de réduction des coûts de stockage avec l'amélioration de la miniaturisation sur microfilms.
Chez ICA et Zeiss Ikon, Goldberg participe à de nombreuses innovations, et il est chargé du projet qui aboutit au fameux appareil photographique Contax 35 mm. 
Goldberg est surtout connu pour ses études approfondies en sensitométrie, résumées dans l'ouvrage Der Aufbau des photographisches Bildes (« La construction de l'image photographique »), en 1922, et Goldberg Bedingung (« La condition de Goldberg »), un principe d’exécution pour la reproduction de haute qualité en deux étapes : un procédé photographique négatif-positif mieux connu sous le terme anglais « Gamma rule »
Goldberg et son ancien professeur et collaborateur Robert Luther jouent un rôle déterminant dans l'adoption du standard national allemand DIN4512 en matière de sensibilité des surfaces sensibles (aussi appelée improprement « vitesse ») au Congrès de Photographie de Dresde de 1931. C'est à ce même congrès qu'Emanuel Goldberg présente sa « Machine Statistique » plus connue sous le nom de sélecteur rapide de microfilms : un système de recherche utilisant des cellules photoélectriques et la reconnaissance de formes pour rechercher dans les métadonnées des documents microfilmés (brevet américain 1 838 389 du 29 décembre 1931). Cette invention fonctionne sur le principe de la reconnaissance optique de numéros et de métadonnées attribués à chaque document, qui sont enregistrés et indexés dans le système. Sa machine est la première qui présente un moyen de retrouver l'information de façon semi-automatisée. Une variante de cette technologie est utilisée en 1938 par Vannevar Bush dans son « sélecteur rapide de microfilms », son « comparateur » (pour la cryptanalyse), et sert de base technologique à l'ordinateur fictif Memex qu'il décrit dans son célèbre article As We May Think (« Comme nous pourrions le penser ») publié en 1945.

## Activités éducatives et de service
En Allemagne, Goldberg est remarqué pour ses présentations éducatives lors d'expositions. Il est consultant en photographie aérienne pendant la Première Guerre mondiale ainsi que pour la société Carl Zeiss à Iéna. En Palestine et plus tard en Israël, il s'engage fermement comme conseiller tant auprès de la sphère civile que militaire. Le programme d'apprentissage qu'il met en place à Tel-Aviv permet à de nombreuses personnes d'acquérir des compétences techniques avancées qui serviront ensuite à développer l'industrie de la haute technologie israélienne.

## Prix
En 1968, Goldberg se voit décerner le prix Israël en sciences exactes.

## Vie privée
Le 28 juin 1907, Goldberg épouse Sophie Posniak (28 août 1886 - 10 décembre 1968). Ils ont un fils, Herbert Goldberg (né le 20 novembre 1914) et une fille, Renate Eva, qui change plus tard de nom pour devenir Chava (née le 19 septembre 1922). Chava épouse Mordechai Gichon (en) en 1948.
En 1990, Chava Gichon (Tel-Aviv) demande la restitution de la propriété située Oeserstrabe 5 à Dresde, que Goldberg avait achetée en 1927 en tant que directeur de Zeiss-Ikon. Un accord est trouvé avec le nouveau propriétaire, mais le service du cadastre de la ville de Dresde refuse de le mettre en œuvre en août 1995.